# Humanes Respiratorisches Synzytial-Virus

Genomkarte der Gattung Orthopneumovirus

Das Humane Respiratorische Syncytial-Virus (hRSV, RSV oder RS-Virus; englisch human orthopneumovirus, früher human respiratory syncytial virus) ist ein umhülltes Virus, das den Atemtrakt befällt, vor allem die Schleimhäute der oberen Atemwege und das Flimmerepithel der Luftröhre und der Bronchien. Dort bewirkt es unter anderem eine Verschmelzung der betroffenen Zellen zu Synzytien, was dem Virus seinen Namen gab. Nach aktueller Nomenklatur wird das humane respiratorische Synzytial-Virus (hRSV) – insbesondere im englischsprachigen Raum – auch als „humanes Orthopneumovirus“ bezeichnet. In Deutschland ist diese Bezeichnung bislang (Stand 2025) noch nicht weit verbreitet.
Der Mensch gilt als einzig relevantes Reservoir.

## Eigenschaften
Die Erstbeschreibung des Virus erfolgte 1956 bei Schimpansen, bei denen RSV als Ursache einer Coryza erkannt wurde. Zunächst wurde es noch als Chimpanzee Coryza Agent (CCA) bezeichnet. Ein Jahr später identifizierte Robert M. Chanock das Virus in Kindern, deren Atemwege erkrankt waren. Er hatte auch festgestellt, dass sich Kinder bereits sehr frühzeitig mit RSV anstecken können. Später wurde das Virus schließlich umbenannt in humanes Orthopneumovirus bzw. humanes Respiratorisches Synzytial-Virus (englisch: human respiratory syncytial virus, hRSV).
RSV zählt zu den Viren mit einzelsträngiger (–)-RNA aus der Familie der Pneumoviridae (früher Familie Paramyxoviridae; Unterfamilie Pneumoviridae und der Gattung Orthopneumovirus).
Das Genom hat eine Größe von 15 Kilobasen und kodiert für 10 Gene. Die Lipidhülle ist doppelschichtig, darin sind Glykoproteine wie das Fusions-(F-) und das Adhäsions-(G-)Protein eingebettet.
Die Spezies tritt in den zwei häufigsten Subtypen A und B sowie den selteneren Typen S2 und RSS-2 auf. RSV A wurde in den letzten Jahren überwiegend nachgewiesen. RSV A und B unterscheiden sich in der Antigenstruktur des G-Proteins. Sie ist mit zwei tierpathogenen Arten, dem Bovinen Respiratorischen Synzytialvirus (BRSV, englisch: Bovine orthopneumovirus) und dem Murinen Pneumonievirus (MPV, englisch: Murine orthopneumovirus) eng verwandt.

## Übertragung
Humane Respiratorische Synzytial-Viren werden meistens über Schmierinfektionen und Tröpfcheninfektion übertragen und verursachen Symptome im Bereich der oberen Atemwege: Schnupfen (Rhinitis, Erkältung), Husten, akute Bronchitis, Mittelohrentzündung. Die Inkubationszeit beträgt zwei bis acht Tage.

## Diagnostik
Neben den typischen klinischen Merkmalen kann das Virus durch den direkten Erregernachweis mittels ELISA oder mit Hilfe der Polymerase-Kettenreaktion (PCR) nachgewiesen werden. Zudem stehen immunchromatographische Testsysteme zur Verfügung. Die Virusanzucht erfolgt in der Regel aus Rachenspülflüssigkeit, spielt jedoch aufgrund des hohen Aufwands und Zeitbedarfs heute eine untergeordnete Rolle, da molekulargenetische Methoden zunehmend bevorzugt werden.

## Erkrankungsformen

### Säuglinge und Kleinkinder
Eine RSV-Infektion beim Säugling äußert sich mit Symptomen wie Fieber von 38 bis 39,5 °C, laufender Nase, Husten und Atembeschwerden. Durch die behinderte Atmung wird das Trinken erschwert und das Kind zeigt deshalb häufig auch Trinkschwäche.
Aufgrund der engen und kurzen Atemwege werden häufig die Bronchien und Bronchiolen in Mitleidenschaft gezogen – es kann zu einer Bronchiolitis kommen, was die Sauerstoffaufnahme behindern kann. Anzeichen für eine ungenügende Sauerstoffsättigung im Blut sind Blässe, bläuliche Färbung der Lippen oder Fingernägel (Zyanose), Einziehungen unterhalb des Rippenbogens (subcostal) und zwischen den Rippen (intercostal) und schnellere Atmung (Tachypnoe) mit Nasenflügeln. Dehydratation gilt auch als Anzeichen für einen ernsten Zustand.
Bei Kleinkindern und vor allem bei Säuglingen kommt es häufig zu schwereren Verläufen, die gerade bei Säuglingen eine stationäre Behandlung erfordern können.
Im Krankenhaus wird der Patient permanent überwacht, um bei Verschlechterung des Zustandes sofort Maßnahmen ergreifen zu können. Sauerstoffsättigung und Trinkmenge sind die wichtigsten Indikatoren. Gegebenenfalls werden auch EKG und Atemfrequenz überwacht. Bei ungenügender Sauerstoffsättigung wird Sauerstoff gegeben, in schweren Fällen mittels Beatmung. Trinkt das Kind ungenügend, kann der Einsatz einer Magensonde notwendig werden, um eine Dehydratation zu verhindern.
Während des 1. Lebensjahres haben 40–70 % und bis zum Ende des 2. Jahres nahezu alle Kinder einmal die Erkrankung durchgemacht. Dies schützt zwar nicht vor erneuter Ansteckung, aber der Krankheitsverlauf wird dadurch weniger stark als bei der Erstinfektion.
Von den Erstinfektionen verlaufen ca. 2 % mit so ausgeprägten Symptomen, dass es zu einer Hospitalisation kommt. Bei den hospitalisierten Fällen liegt die Letalität bei etwa 1,7 %. In England wurde der Krankheitsverlauf von 2009 Kindern verfolgt, die wegen RSV-Infektion hospitalisiert wurden, von diesen verstarben letztlich 35. Als Risikofaktoren für einen besonders schweren Verlauf mit tödlichem Ausgang wurden hierbei vor allem bestehende Vorerkrankungen sowie nosokomiale Infektion mit RSV entdeckt.
Bei 5 % der erkrankten Kinder kommt es im Verlauf der Erkrankung zum Pseudokrupp.
Eine Infektion mit RSV gilt bei Säuglingen als möglicher Risikofaktor für den plötzlichen Kindstod (SIDS).
Eine überstandene Erkrankung erzeugt keine andauernde Immunität, es kann lebenslang zu Re-Infektionen kommen, die bei gesunden Menschen milde verlaufen.

### Erwachsene
RSV-Infektionen kommen in allen Altersgruppen vor. Bei Erwachsenen sind Risikopatienten: Personen mit das Herz betreffenden (kardialen) oder die Lunge betreffenden (pulmonalen) Vorerkrankungen sowie alle immundefizienten und immunsupprimierten Personen. Besonders gefährdet sind Empfänger hämatopoetischer Zelltransplantate, Empfänger von Lungen- oder anderen Organtransplantaten sowie stark immunsupprimierte Patienten mit maligner hämatologischer Erkrankung. Insbesondere wenn Erwachsene engen Kontakt zu RSV-infizierten Kleinkindern haben, kann es zu einer „ausgeprägten grippeähnlichen Symptomatik (Müdigkeit, Schnupfen, nichtproduktiver Husten, eventuell Bronchitis, mit oder ohne Fieber)“ kommen. Bei Erwachsenen werden viele Infektionen mit dem RS-Virus nicht diagnostiziert, weil die Infizierten gar keine gesundheitlichen Einschränkungen haben oder ihre Infektion wie eine harmlose Erkältung abläuft.

## Komplikationen

### Exazerbation bei chronischen Vorerkrankungen
Zu einer deutlichen Verschlechterung kann es bei Patienten aller Altersgruppen mit chronischen pulmonalen oder kardialen Vorerkrankungen kommen. Zu ebensolchen Verschlechterungen kann es mit Asthma und mit schweren das Nervensystem betreffenden (neurologischen) Erkrankungen kommen. Der Fachbegriff für solche Verschlechterungen bei chronischen Vorerkrankungen ist Exazerbation. Solche Patienten und alle immundefizienten und immunsupprimierten Personen haben ein besonderes Risiko, an einer schweren RSV-bedingten Lungenentzündung (Pneumonie) zu erkranken.

### Bakterielle Superinfektion
Die Infektion kann einen akuten Verlauf haben, besonders wenn eine bakterielle Superinfektion auftritt. In solchen schweren Fällen kann intensivmedizinische Überwachung notwendig sein.

### Überlappung mit Influenzawellen
RSV-Infektionen können sich mit Influenzawellen überlappen. Berechnungen aus den USA legen deutlich mehr Todesfälle durch Influenza nahe, die Übersterblichkeit durch Influenza liege dreimal so hoch wie die durch RSV.

## Weltweite Sterblichkeit
Weltweit sterben jährlich schätzungsweise 600.000 Menschen direkt oder indirekt durch RSV-Infektionen.

## Meldepflicht
In Deutschland ist der direkte und indirekte Nachweis von Respiratorischen Synzytial Viren gemäß § 7 Abs. 1 Satz 1 Nr. 38a IfSG seit dem 21. Juli 2023 namentlich meldepflichtig, sofern der Nachweis auf eine akute Infektion hindeutet. Verpflichtet sind die Leitungen von Laboren usw. (vgl. § 8 IfSG)

## Vorbeugung

### Aktive Immunisierung
Als erster Impfstoff gegen RSV wurde Arexvy (GSK) Anfang Mai 2023 in den USA für Personen ab 60 Jahren zugelassen. In Europa ist die Zulassung Anfang Juni erfolgt. Das Vakzin ist eine gentechnisch veränderte Version des Fusionsproteins (F) von RSV in einer präfusionsstabilisierten Form, daher wird er auch als RSVPreF3 bezeichnet. Es wird vom Immunsystem als Antigen erkannt und ist für das RS-Virus für die Infektion essentiell. In natürlicher Form liegt F zunächst in einer instabilen Prä-Fusionsform vor, die sich dann in die Post-Fusionsform wandelt. Da Antikörper das Virus in seiner Prä-Fusionsform neutralisieren, muss dieses in jener Form stabilisiert werden, damit das Immunsystem ausreichend Zeit hierfür hat. Als Adjuvans fungiert AS01E. Es wurde von verschiedenen Impfreaktionen berichtet, am häufigsten über Kopfschmerzen, Müdigkeit, Muskelschmerzen, Gelenkschmerzen und Schmerzen an der Injektionsstelle; diese Reaktionen klangen nach ca. 10 Tagen wieder ab.
Ende Mai 2023 wurde in den USA als weiterer proteinbasierter Impfstoff Abrysvo (Pfizer) zur aktiven Immunisierung von Erwachsenen ab 60 Jahren zugelassen, im August 2023 folgte die EU-Zulassung für Abrysvo durch die EU-Kommission, die zusätzlich die Anwendung für die maternale Impfung umfasst (siehe unten). Bei Abrysvo handelt es sich um einen bivalenten Untereinheitenimpfstoff, der aus zwei rekombinanten RSV-Fusionsoberflächen-Glykoproteinen besteht. Er ist nicht adjuvantiert. Er richtet sich gegen RSV-A- und RSV-B-Stämme.
Im Folgejahr, 2024, erfolgte in den USA im Mai die Zulassung von mResvia (Moderna), einem mRNA-Impfstoff, der für die präfusionsstabilisierte Form des F-Glykoproteins (PreF) des RS-Virus kodiert. Die Zulassung basiert auf den Daten der Phase-3-Studie ConquerRSV, in die gut 35.500 Menschen im Alter ab 60 Jahren eingeschlossen waren. Demnach lag die Wirksamkeit des Impfstoffs gegen RSV-assoziierte Erkrankungen der unteren Atemwege nach einer mittleren Nachbeobachtungszeit von 112 Tagen bei 83,7 % (zwei Zeichen oder Symptome) bzw. 82,4 % (drei Zeichen oder Symptome) und 68,4 % bei akuter Erkrankung. Für die EU wurde das mRNA-Vakzin im August 2024 zugelassen. Es ist die erste Zulassung eines mRNA-Impfstoffes gegen eine andere Krankheit als COVID-19 in Europa. Moderna verwendet in mResvia die gleichen Lipidpartikel aus SM-102, Cholesterin, DSPC und DMG-PEG2000 wie in seinen COVID-19-Impfstoffen Spikevax. Die am häufigsten beobachteten Nebenwirkungen waren Schmerzen an der Injektionsstelle, Ermüdung, Kopf-, Muskel- und Gelenkschmerzen; sie klangen innerhalb von 1 bis 2 Tagen wieder ab.
Als Standardimpfung empfiehlt die Ständige Impfkommission (STIKO) ab 2025 allen Personen von mindestens 75 Jahren eine einmalige Impfung (Arexvy, Abrysvo oder mResvia), zudem Personen im Alter von 60 bis 74 Jahren mit Risikofaktoren als Indikationsimpfung. Als Risikofaktoren zählen z. B. eine schwere Grunderkrankung oder wenn diese Personen in einer Einrichtung der Pflege leben – das Risiko für eine schwer verlaufende RSV-Infektion ist hierbei erhöht. Es liegen noch keine Daten vor, mit denen die Notwendigkeit von Wiederholungsimpfungen beurteilt werden kann.
In einer Studie vom Juni 2025 wurde die Möglichkeit angegeben, dass die aktive Impfung gegen RSV (Arexvy) das Demenzrisiko verringert. Die große Kohortenstudie wurde im deutschen Ärzteblatt zitiert. Ähnliche Erkenntnisse hatte es bereits bei der aktiven Gürtelrose-Impfung (Shingrix) gegeben. Eine aktive Impfung gegen RSV war mit einer 29%igen Verringerung einer Demenzdiagnose in den auf die Impfung folgenden 18 Monaten verknüpft, im Vergleich zur Grippeimpfung. Patienten mit beiden Schutzimpfungen hatten ein 37 % geringeres Demenzrisiko. Bei Impfung nur gegen Zoster gab es 18 % weniger Demenzdiagnosen.
Als Grund wird hypothetisch ein in beiden Impfstoffen (nicht jedoch in der Grippe-Impfung) vorhandenes Adjuvans (AS01) angegeben. Dieses wirke eventuell über spezielle immunologische Wege (Stimulierung von Interferon Gamma). Eine Möglichkeit bestehe jedoch auch darin, dass die Impfungen das Demenzrisiko durch die Vorbeugung vor den Infektionen verringern. Weitere Untersuchungen wurden empfohlen.

### Passive Immunisierung
Für Säuglinge und Kinder mit hohem Risiko besteht die Möglichkeit einer passiven Immunisierung mit dem monoklonalen Antikörper Palivizumab, die aus Kostengründen nur speziellen Risikofällen vorbehalten ist. Diese Immunisierung erzeugt zudem lediglich einen Schutz für wenige Wochen und muss deshalb während der RSV-Saison (Oktober/November bis März/April) monatlich wiederholt werden.
Nirsevimab (Beyfortus, Sanofi und AstraZeneca) wurde Ende 2022 zur Prävention von RSV-Erkrankungen bei Neugeborenen und Säuglingen in ihrer ersten RSV-Saison zugelassen. Hierbei handelt es sich ebenfalls um einen monoklonalen Antikörper, der an das RSV-Fusions-Protein F bindet. Infolgedessen wird das F-Protein in der Präfusionskonformation blockiert, was das Eindringen freier Virionen in die Zellen sowie die Ausbreitung des zellassoziierten Virus durch Zellfusion verhindert. Der Impfstoff wird einmalig intramuskulär gegeben.
Eine Metaanalyse kommt zu den Schluss, dass beide Antikörper signifikant RSV-Infektionen, Hospitalisierungen und die Notwendigkeit einer intensivmedizinischen Behandlung verringern. Im Vergleich zur Kontrollgruppe mit Placebo gibt es dagegen keine signifikant vermehrt gemeldeten Nebenwirkungen.
Die passive Immunisierung mittels der Einmalgabe von Nirsevimab ist in Deutschland von der STIKO seit Juni 2024 für alle Neugeborenen und Säuglinge empfohlen. Der optimale Zeitpunkt ist abhängig vom Geburtstermin. Die Kosten übernimmt die GKV.
 Die im Juli 2023 vom CHMP der European Medicines Agency (EMA) ausgesprochene Zulassungsempfehlung für Abrysvo von Pfizer beinhaltet auch die passive Immunisierung von Säuglingen, die durch Impfung der Mütter während der Schwangerschaft (maternale Impfung) erreicht wird. Die Zulassung erfolgte im August 2023. Ziel der Immunisierung ist es, Säuglinge von der Geburt bis zum Alter von 6 Monaten vor den durch RSV verursachten Erkrankungen der unteren Atemwege (LRTD) und schweren LRTD zu schützen. Der Impfstoff wird also nicht Säuglingen appliziert, sondern bereits Schwangeren, die neutralisierende Antikörper bilden; die Antikörper gelangen dann durch die Plazenta und ermöglichen einen zeitlich begrenzten Nestschutz. In den USA wurde Abrysvo im August 2023 von der FDA zugelassen. Dieser Impfstoff ist auch für die aktive Immunisierung von Erwachsenen ab 60 Jahren angezeigt (siehe oben).

## Forschung
Bereits wenige Jahre nach Entdeckung von RSV kam es zu ersten Versuchen, einen Impfstoff gegen RSV zu entwickeln. Ein in den USA in den 1960er Jahren entwickelter Totimpfstoff zur intramuskulären Anwendung und basierend auf mit Formalin inaktivierten RS-Viren, sogenannten FI-RSV, zeigte bei klinischen Prüfungen schwere, in zwei Fällen tödliche Verläufe. Bei den versuchsweise an Kleinkindern durchgeführten Impfungen kam es zu VAED, englisch Vaccine-associated enhanced disease, einer durch die Impfung ursächlich ausgelösten Erkrankung, die sich in diesem Fall dann zeigte, wenn sich die Probanden später mit RSV infizierten.
Diese Rückschläge bei der Impfstoffentwicklung mit FI-RSV führten in den Folgejahren dazu, dass die Impfstoffforschung weitgehend bis etwa 2013 eingestellt wurde. Andere Impfstoffkandidaten wurden nicht weiterentwickelt, sind gescheitert oder befinden sich noch in klinischer Prüfung und sind daher noch nicht zugelassen (wie z. B. mRNA-1345 von Moderna oder MVA-BN von Bavarian Nordic).
Seit 2013 wird intensiv nach einer Impfung gegen RSV geforscht, größtenteils werden Impfstoffkandidaten unterschiedlicher Art (attenuierte Lebendimpfstoffe, Untereinheitenimpfstoffe, genbasierte Vektorimpfstoffe) in zahlreichen klinischen Prüfungen erprobt. Daneben gibt es auch Studien über monoklonale Antikörper oder Einzeldomänenantikörper zur passiven Immunisierung.
Die Infektion von Kälbern mit Bovinen Respiratorischen Synzytial-Viren (BRSV) hat einen ähnlichen Verlauf wie die Infektion von HRSV beim Kleinkind und wird aus diesem Grunde zu Modelluntersuchungen zur Entwicklung von Impfstoffen und Therapeutika genutzt.